# New York State Forest Rangers
I New York State Forest Rangers (in italiano "Rangers forestali dello Stato di New York") sono un corpo di polizia statale newyorkese; avendo qualifiche di polizia hanno compiti di prevenzione e repressione dei reati e sono autorizzati al possesso di armi da fuoco per i compiti istituzionali.
I  Forest Rangers sono un corpo di polizia ambientale sotto la direzione del Dipartimento di conservazione ambientale dello Stato di New York e hanno giurisdizione in tutto il territorio statale.

## Storia
Il Corpo nasce nel 1885, con la creazione da parte dello Stato Neworkese della  Forest Preserve of New York State, riserva statale lungo i Monti Adirondack e Catskill, nella catena degli Appalachi. Originariamente gli attuali rangers erano impiegato solo come firewarden, guardiafuochi forestali, questo fino al 1911 quando nacque il Dipartimento di conservazione ambientale e assunsero la denominazione e i compiti attuali.

### IFirwardene iFire Patrols
La nascita dell'assetto attuale dei forest rangers si ha nel 1899, e si deve all'allora sovrintendente del Dipartimento forestale, colonnello William F. Fox, considerato il padre del Corpo, che chiese alla commissione centrale dello Stato di migliorare le condizioni di lavoro dei guardiafuochi per migliorarne l'efficienza e la professionalità, chiedendo la divisione del territorio in distretti ognuno con una specifica squadra che poteva quindi pattugliare e prevenire meglio gli incendi oltre che poter intervenire più velocemente, diminuire i rischi d'intervento e conservare meglio le foreste. La sua proposta venne accettata dalla commissione, fu però il Senato di New York a rigettarla.
Nel 1903 degli incendi devastanti bruciarono un'area di quasi 1900 km² nei monti Adirondack, intervenne così il segretario del Bureau of Forestry, parte del Dipartimento dell'Agricoltura americano Gifford Pinchot, che richiamò la proposta di Fox. Nel 1909 un secondo incendio di proporzioni gigantesche bruciò 1400 km² di boschi vicino alla cittadina di Long Lake, la cui popolazione fu interamente soccorsa con dei treni prima che il fuoco arrivasse nel centro abitato. Questo fatto dimostrò che l'impostazione dei Firewarden del 1885 era totalmente inefficace contro gli incendi di serie dimensioni e diede perciò ragione alle proposte di Fox e Pinchot. Fox morì nel 1909, e non poté completare il suo progetto, tuttavia i Firewarden cambiarono nome in Fire Patrols, ovvero pattugliatori, la loro area d'intervento venne divisa in distretti, ciascuno dotato di torrette d'osservazione, con vicine baracche o capanne come rifugio per i Fire Patrolmen.

### I Forest Rangers
Nel 1912 avvennero dei cambiamenti significativi. Il più importante fu la fusione tra  Commissione per la caccia, la pesca e le foreste, Forest Purchasing Board, State Water Supply Commission e  Commissioners of Whater Power in the Black River in un'unica agenzia: la Conservation Commission, divisa in tre dipartimenti:   Game and Fish, Forests and Lands e  Internal Waters. Il cambiamento colpì ovviamente anche gli operatori antincendio: il titolo di "fire superintendent" divenne "district ranger", "fire patrolman" divenne "Forest Ranger" e nacque la qualifica di "fire warden" all'interno del reparto di rangers. Parimenti cambiarono anche i loro compiti: da allora si dovettero occupare anche dei furti di legname, del bracconaggio, della pesca di frodo e di tutti gli altri reati, diventando così un vero e proprio corpo di polizia, qualifica che mantengono da allora.
La loro autonomizzazione avviene però nel 1996, quando in seno al Department of Environmental Conservation, nasce la Forest Rangers Division, nel 2006 divengono ufficiali di polizia a pieno titolo.

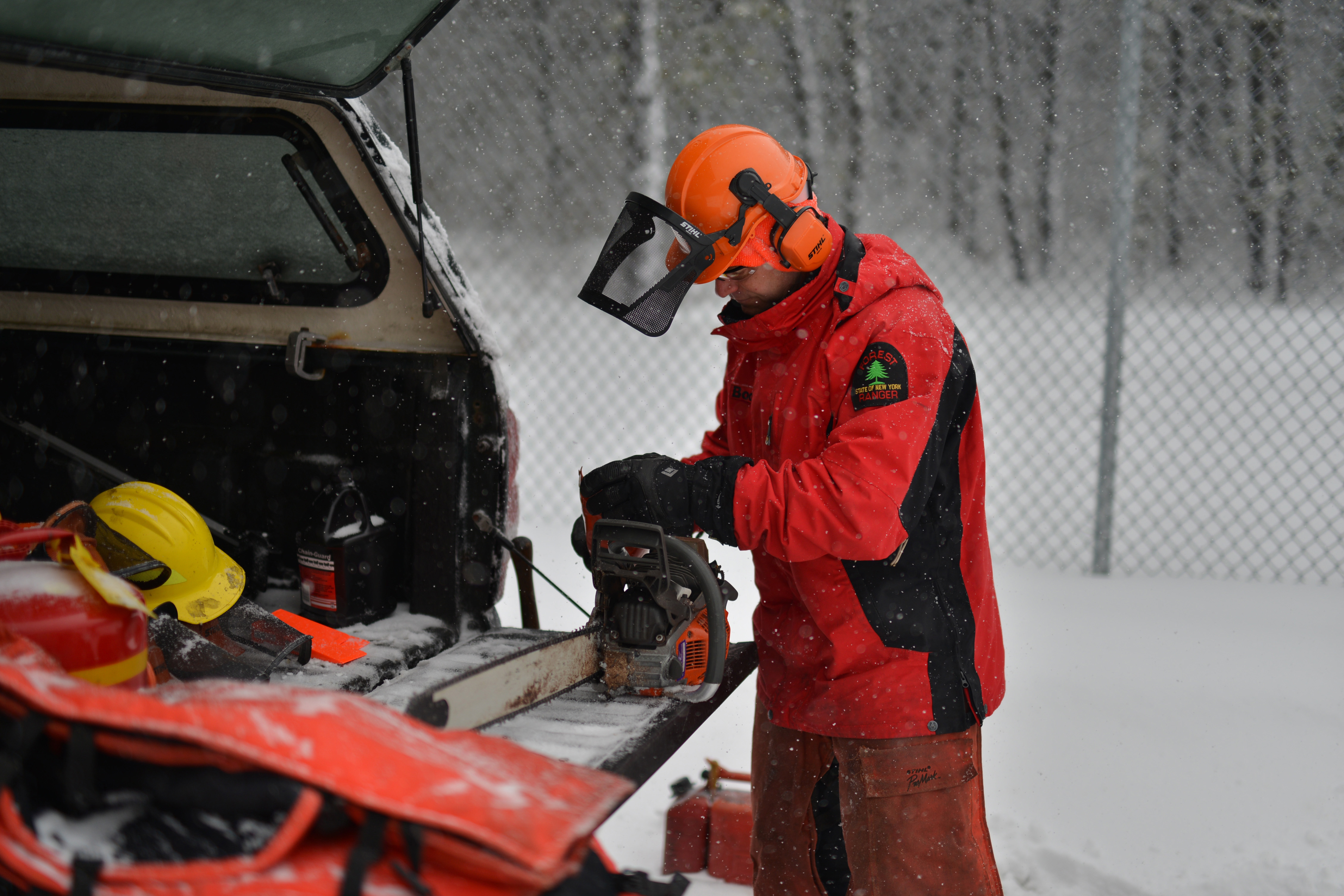
Ranger in esercitazione.
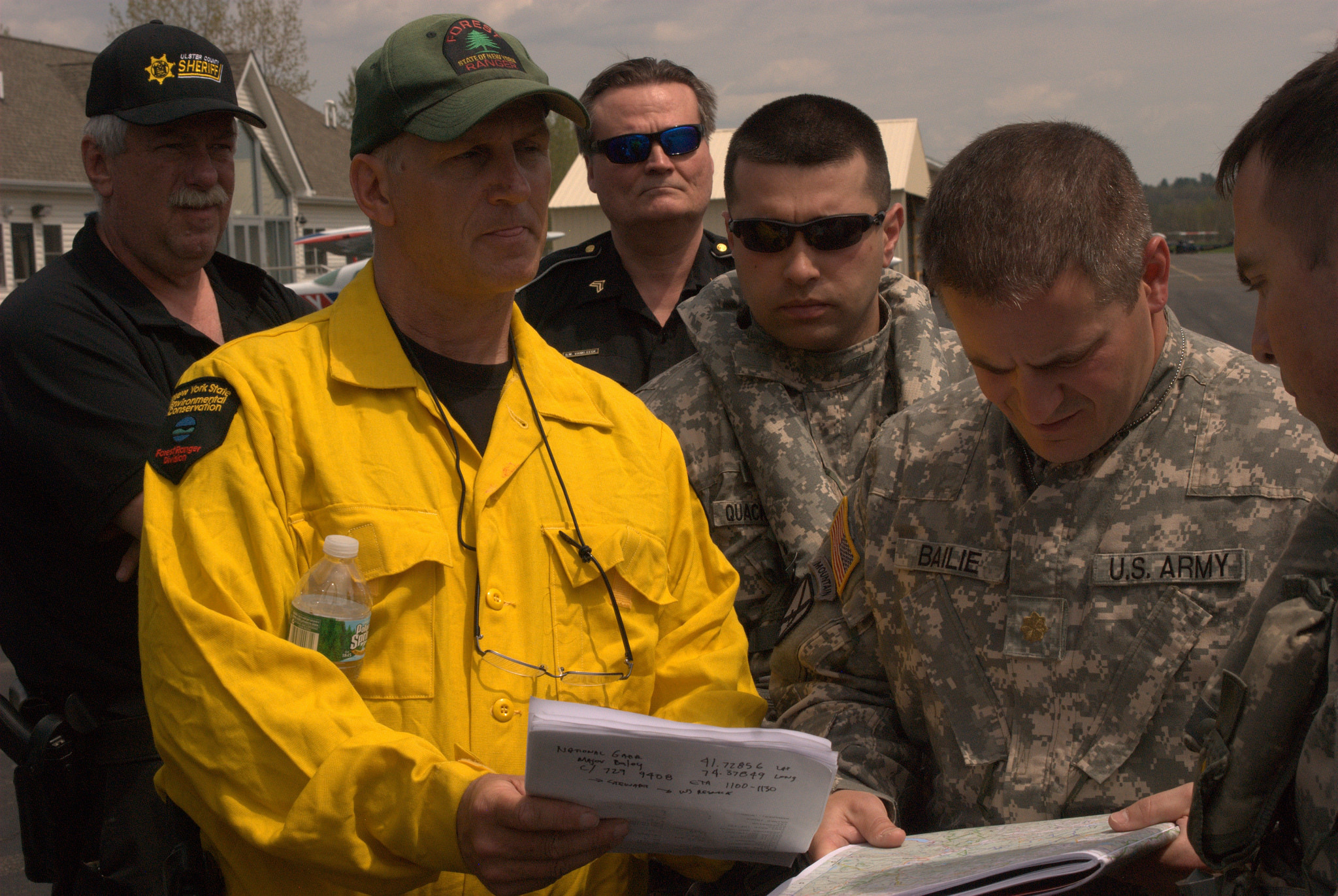
Esercitazione antincendio boschivo tra diverse agenzie. In giallo un Forest Ranger.
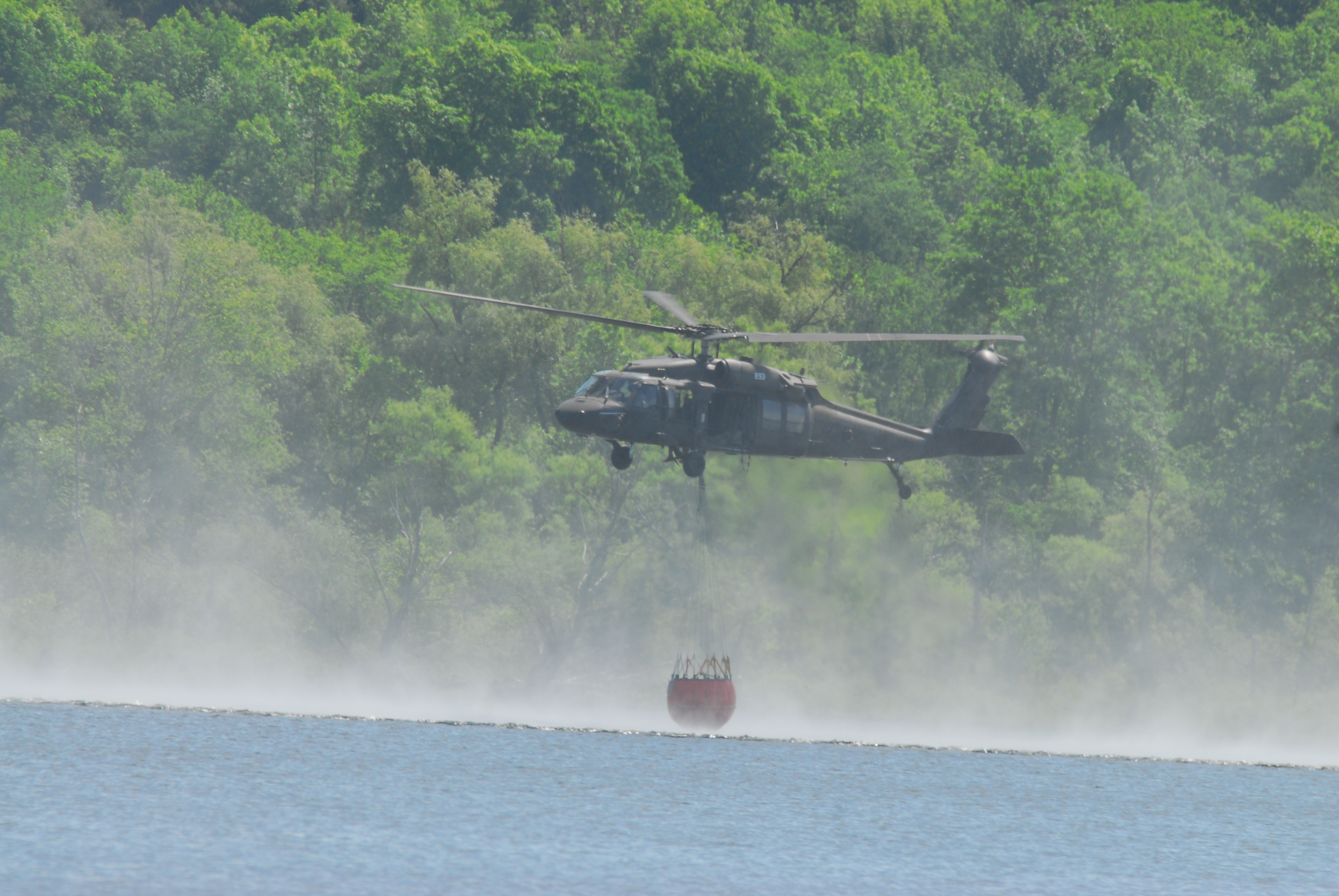
Monti Catskill, UH-60 Black Hawk dell'esercito statunitense raccoglie acqua con un bambi-bucket durante un'esercitazione.
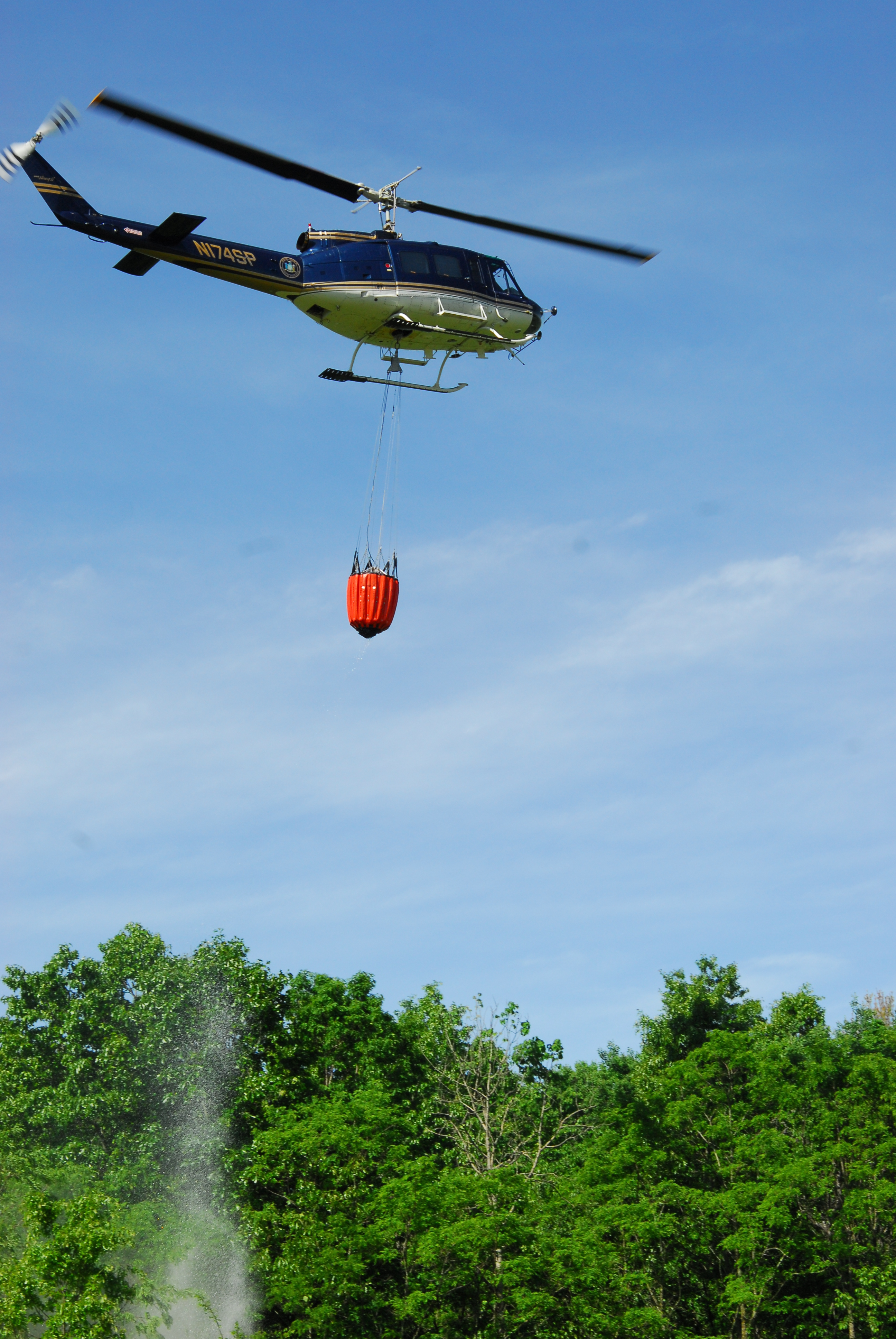
Monti Catskill, Bell Huey II del New York Police Department con un bambi-bucket durante un'esercitazione.
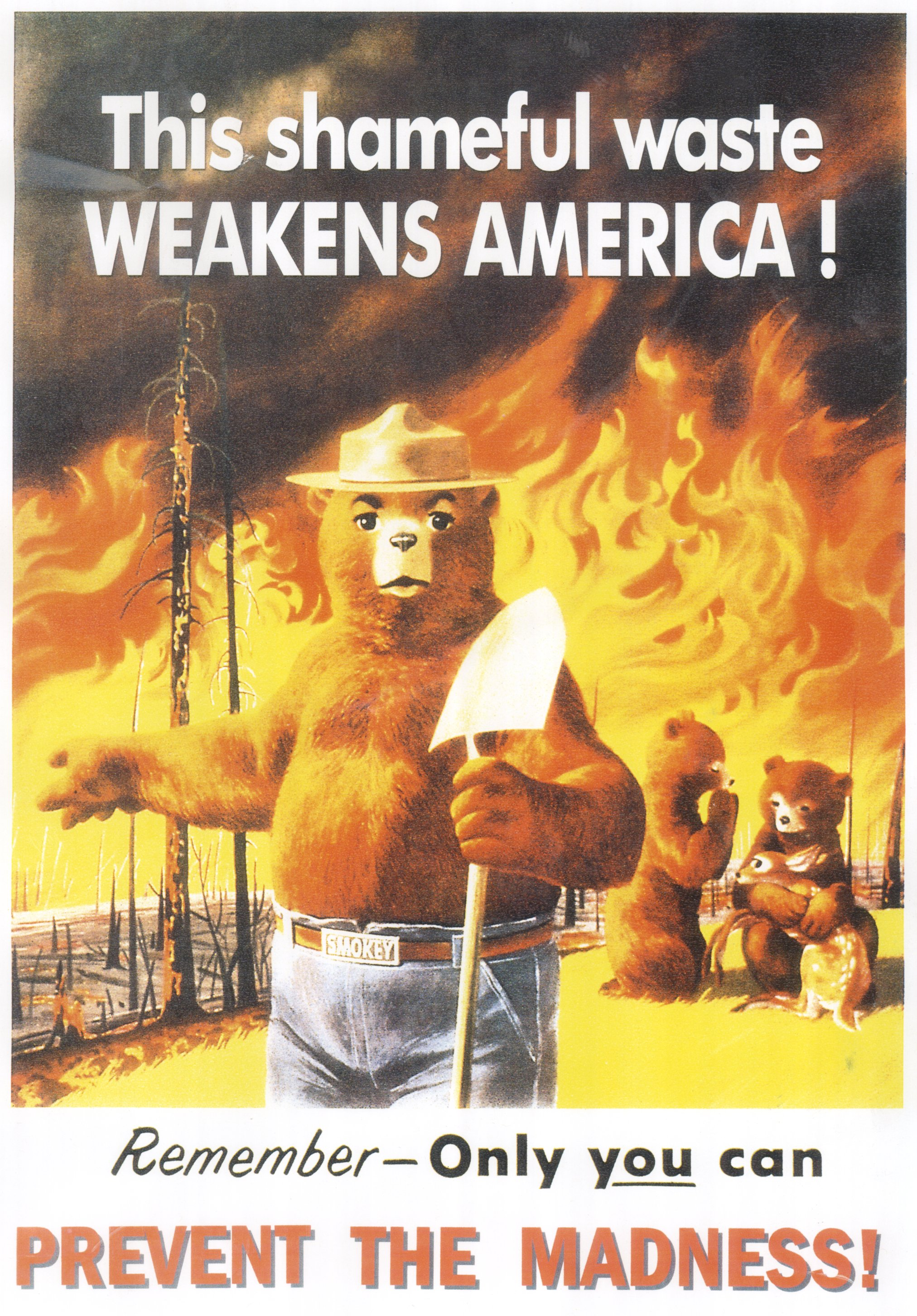
L'Orso Smokey, mascotte dei rangers, usato nella campagna di sensibilizzazione contro gli incendi boschivi.

## Attività

### Antincendio boschivo
L'antincendio boschivo oltre che essere il motivo della loro nascita, è la principale attività dei Forest Rangers. Essi svolgono ruoli di prevenzione e soppressione oltre che formare le squadre di volontari dello Stato. Operano su convenzione anche con altri stati federati.

### Ricerca e soccorso
L'attività di ricerca e soccorso è iniziata nel 1971, oltre ai rangers collaborano con i volontari.

## Agenti caduti
Dalla nascita dei New York State Forest Rangers, un ranger è deceduto negli interventi.
| Agente            | Data del decesso         | Dettagli        |
| ----------------- | ------------------------ | --------------- |
| Raymond L. Murray | Venerdì, 9 ottobre, 1970 | Incidente aereo |